# Jeremie Lynch
Jeremie Dwayne Lynch (Victoria, 24 marzo 1991) è un calciatore giamaicano, attaccante del Portmore Utd.

## Carriera

### Club
Nel 2013 ha giocato tre partite nella fase a gironi della CONCACAF Champions League con il Luis Ángel Firpo, nel 2020 invece ha giocato anche tre partite nella Coppa dell'AFC con il Quảng Ninh.

### Nazionale
Nel 2012 ha esordito in nazionale.

## Palmarès

### Club

#### Competizioni nazionali
- Campionato giamaicano: 2

Harbour View: 2012-2013
Portmore United: 2017-2018